# Geocoryne variispora
Geocoryne variispora är en svampart som beskrevs av Korf 1978. Geocoryne variispora ingår i släktet Geocoryne och familjen Leotiaceae.   Inga underarter finns listade i Catalogue of Life.